# Aguada de Pasajeros
Aguada de Pasajeros es el municipio más occidental de la provincia de Cienfuegos.
Tiene una extensión de 680,23 km² y 32.098 habitantes. El municipio posee cuatro poblaciones: Aguada, Primero de Mayo, Real Campiña y Covadonga, integrando 7 consejos populares.
El municipio limita al norte y al oeste con la provincia de Matanzas, al este con los municipios de Rodas y Abreus y al sur con la Ciénaga de Zapata. 
El poblado de Aguada de Pasajeros, propiamente dicho, fue fundado alrededor del año 1700, bajo el nombre de Nuestra Señora de Belén. Sin embargo, cambió su nombre al actual debido a la existencia de un importante pozo (aguada) y al tránsito de numerosos viajeros (pasajeros) por la zona.